# Claudio Cerdán
Claudio Cerdán   (Iecla, 1981) és un escriptor de novel·la negra.
Ha viscut a Múrcia i Alacant. Actualment viu a Almeria, amb la seva família.

És Llicenciat en Sociologia, i durant un temps va donar classes de Literatura a joves. Ha estat col·laborador de publicacions com ara: «Tierras de acero MGZN», «Historias asombrosas» i «La Gansterera».
L'autor ha afirmat que a casa seva gairebé no n´hi havien llibres, però que els còmicsvan influir decisivament a la seva passió per la lectura i escriptura. Probablement la millor manera de definir el seu estil es incloure'l a l'etiqueta de escriptor Hard boiled.Però a la vegada, és fàcil distingir una eclèctica barreja d'estils: literatura negra però amb humor, terror, història, fantasia... És fàcil reconèixer la seva tendència a barrejar acció, diàlega esmolats i humor negre.
Entre les seves influències cal destacar a Juan Madrid, Andreu Martín, Francisco González Ledesma, Jim Thompson, Ross Macdonald i James Ellroy.
També ha estat guionista de còmics i curtmetratges.
Com a director ha realitzat dos curts:
- La hora de la siesta (2007)
- Canela vol. 0,5 (2009)

## Obra publicada
- El dios de los mutilados. 2008. Equipo Sirius. Novel·la fantàstica.
- Cicatrices. 2010. Equipo Sirius. Novel·la fantàstica.
- El país de los ciegos. 2011. Ilarión. Novel·la negra.
- La maison en chocolat. 2012. Sol y Lune. Novel·la negra, només publicada en francès.
- Cien años de perdón. 2013. Versátil. Novel·la negra.
- Un mundo peor. 2014. Versátil. Novel·la negra.
- La revolución secreta. 2014. Alrevés. Barreja novel·la policiaca amb històrica i terror.
- Sangre fría. 2015. Dolmen. Novel·la negra, de zombies i humor.
- El club de los mejores. 2016. Ediciones B. Signada amb el pseudònim Arthut Gunn. Novel·la negra
- La última palabra de Juan Elías. 2017. Ediciones B. Continuació de la sèrie de TV «Sé quién eres», emesa per Mediaset i HBO.
- Nunca mires atrás. 2018. Menoscuarto. Quarta entrega de la nissaga de la detectiu Sonia Ruiz, sèrie creada per l' editorial Menoscuarto en la que cada llibre està escrit por un autor diferent.
- El asesino de Karen. 2018. Storytel Original. Exclusivament en audiollibre i llibre electrònic. Novel·la negra.
- Los señores del humo. 2019. Ediciones B. Novel·la negra.
- El hombre sin rostro. 2024. Destino. Novel·la negra.